# Димитрије Бјелица
Димитрије Мита Бјелица (Врбица код Никшића, 8. новембар 1935 — 18. јун 2025) био је српски шаховски мајстор ФИДЕ, шаховски писац и новинар.

## Биографија
У Гинисовој књизи рекорда се налазе два његова рекорда: шаховска симултанка на 312 табли, одржана у Суботици 1997. (резултат: 219 победа, 92 ремија, 1 пораз) и симултанка на слепо коју је одиграо исте године у месту Херцег-Нови у Црној Гори (51 победа, 4 ремија и такође само једна изгубљена партија). Ту партију је, по сопственим речима, Бјелица изгубио од своје мајке, да би освојила пут у Америку.
Бјелица је један од најплоднијих шаховских писаца у свету, са преко 80 књига у 180 издања и преко 70 видео и CD издања. Аутор је пет телевизијских серија о шаху. Организовао је многе велике догађаје и био је судија на многим турнирима, као нпр. у Линаресу. У 1993. је основао дечју Шаховску олимпијаду. Прва је одржана у Линаресу, а одржава се почетком августа сваке године у разним крајевима света.
Димитрије Бјелица је у разним новинама и часописима објавио на хиљаде чланака о шаху. Био је стални дописник многих светски познатих листова, између осталих лондонског Тајмса. Интервјуисао је практично све најзначајније светске шахисте. За преко 50 година, био је на свим важнијим шаховским догађајима који су одржани у Европи.
У Мајорци је 1967. са Хорхеом Пуигом покренуо идеју додељивања Шаховског Оскара. После Пуигове смрти, Бјелица је наставио додељивање Оскара. Тај, такозвани „Бели (златни) Оскар“ највише пута су добили Анатолиј Карпов и Борислав Ивков. Међутим, Бјелица је познатији по додељивању „Црног оскара": „Критериј за црног Оскара је велики превид изван шаховске табле“. Најчешћи добитници „Црног Оскара“ су Александар Матановић, Георгиос Макропулос, Флоренсио Кампоманес и Херт Хајсен.
Поред четири Оскара, Бјелица је добио многе награде у градовима где је организовао турнире, а такође и награде за своје књиге и филмове.
Димитрије Бјелица је отац српске списатељице Исидоре Бјелице. Преминуо је 18. јуна 2025. године. Сахрањен је 23. јуна 2025. године у Алеји заслужних грађана на Новом гробљу у Београду.

## Одабрана дела
Ово су само неки наслови од преко 80 издатих књига:
- Шаховска читанка
- Велемајстори изблиза
- Фишер анте портас (са Трифуновићем)
- Шаховски сусрети стољећа (са Фишером)
- Фишер против Петросјана и Спаског
- Дневник из Рејкјавика
- Са великанима фудбала
- Мој пријатељ Боби Фишер
- Рекао ми је Анатолиј Карпов
- На потезу Борис Спаски
- Чудесни шаховски свијет
- Рапорт из Багија (са Таљем)
- Путујем и питам
- Краљеви шаха (у 13 књига)
- Видео сам цео свет (путописи)
- Сликовница: У шаховском краљевству